# Soczewka z Nimrud

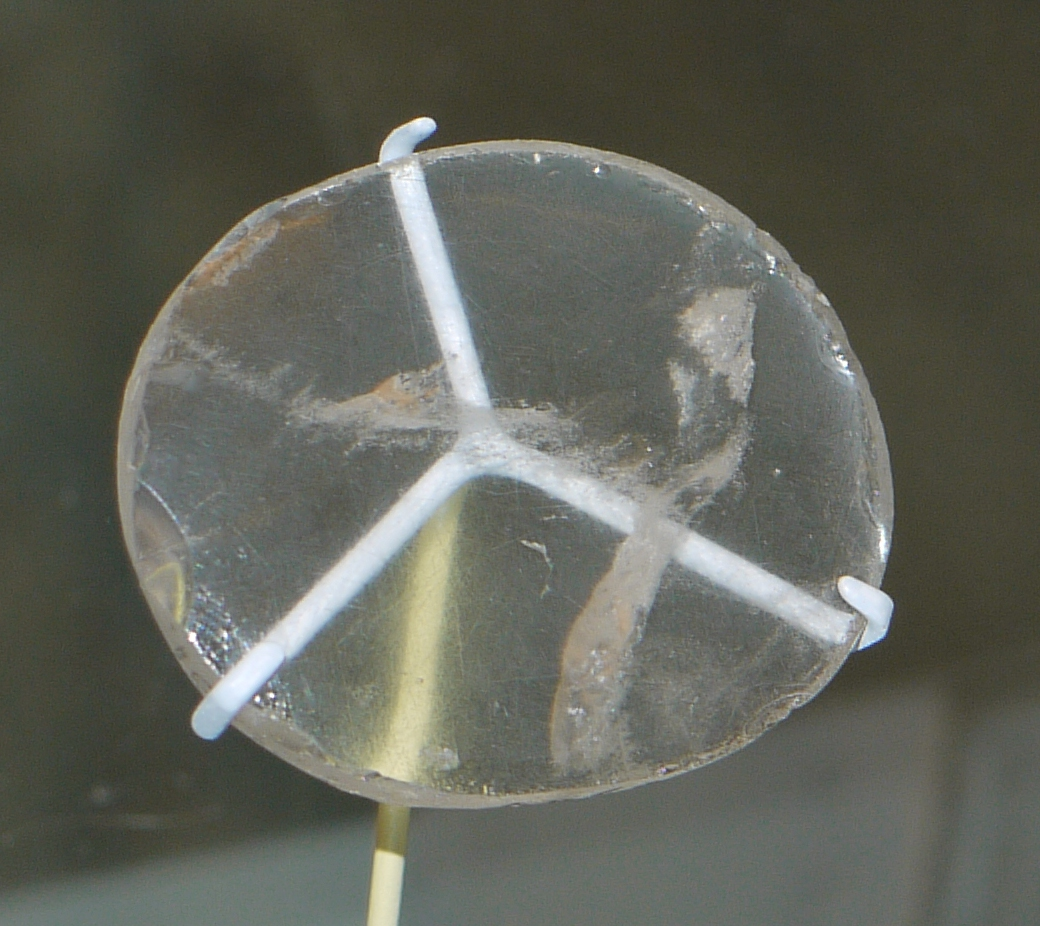
Soczewka z Nimrud w British Museum

Soczewka z Nimrud – artefakt wykonany z kwarcu około 3000 lat temu, odnaleziony w 1850 przez Austena Layarda na stanowisku Nimrud w Iraku, kryjącym pozostałości miasta Kalchu – jednej ze stolic Asyrii.
Nieznane jest przeznaczenie artefaktu. Według niektórych naukowców mógł być używany jako prymitywne szkło powiększające służące np. do rozpalania ognia, ale możliwe jest także, że „soczewka” stanowiła tylko element zdobniczy jakiegoś większego obiektu. Istnieją także niepotwierdzone hipotezy, że była to soczewka stanowiąca część starożytnego teleskopu.
Współcześnie obiekt znajduje się w zbiorach British Museum.

## Odkrycie
Kryształowy obiekt, zazwyczaj nazwany od miejsca jego znalezienia „soczewką z Nimrud” (Nimrud lens) został odkryty w 1850 przez Austena Layarda, od nazwiska odkrywcy bywa także nazywany „soczewką Layarda” (Layard lens). Jako dokładne miejsce jego odnalezienia podawana jest sala AB w pałacu północno-zachodnim. Kryształ był przysypany odłamkami niebieskiego, matowego szkła, które zdobiło zapewne jakiś większy obiekt wykonany z drewna lub kości słoniowej, który jednak nie przetrwał.
Artefakt wykonany jest z naturalnego kwarcu, ma kształt nieco owalnej soczewki płasko-wypukłej, mierzy z przybliżeniu 42 mm długości i 34,5 mm szerokości, jego maksymalna grubość wynosi 25 mm. Płaska powierzchnia obiektu opisana jest jako „dość równa, ale źle wypolerowana i porysowana”. Wypukła powierzchnia została nieco wypolerowana prawdopodobnie na gliptycznym kółeczku obrotowym i nie jest symetryczna.
Na powierzchni artefaktu znajduje się dwanaście zagłębień, które powstały w czasie jego polerowania. W naturalnych kryształach kwarców znajdują się czasami niewielkie pęcherze zawierające różne płyny, które zostały naruszone w czasie polerowania obiektu. Jako soczewka obiekt ma zdolności skupiające światło pomimo niedoskonałości w jego wykonaniu, ogniskowa soczewki wynosi około 120 mm.
Powstanie obiektu datowane jest na pomiędzy 750 a 710 rokiem przed naszą erą.

## Analiza
Według Layarda odkryty przez niego przedmiot został bez wątpienia stworzony umyślnie jako soczewka i jest to według niego najstarsze znane szkło powiększające, które mogło być także używane do rozpalania ognia. Artefakt był wielokrotnie badany przez różnych optyków, wielu z nich doszło do podobnych wniosków. Możliwe jest, że obiekt używany był jako szkło powiększające przez artystów zdobiących niewielkie przedmioty, ale analiza zdolności optycznych dokładnej kopii artefaktu pokazuje, że z powodu niedoskonałości w jego wykonaniu wprowadza on znaczne zniekształcenia do oglądanego przez artefakt obrazu.
Jeszcze dalej prowadzi analiza włoskiego paleografa Giovanniego Pettinato, według którego obiekt stanowił część teleskopu astronomicznego. Jako dowód na taką interpretację Pettinato podaje, że Asyryjczycy opisywali Saturna jako planetę-boga otoczoną pierścieniem węży, co mogłoby świadczyć o tym, że dokonali oni obserwacji Saturna przez prymitywny teleskop. Z taką interpretacją nie zgadzają się inni naukowcy, według których motyw węża pojawiał się w kulturze asyryjskiej bardzo często i związek z pierścieniami Saturna może być tylko przypadkowy, zwracają także uwagę na to, że nie są znane żadne ówczesne opisy teleskopu astronomicznego.
Według współczesnej analizy kuratora British Museum optyczne właściwości kryształu mogą być dziełem przypadku, a sam artefakt nie był używany jako soczewka, ale stanowił tylko część inkrustacji jakiegoś mebla. Jako dowód na taką interpretację podawane jest, że obiekt był znaleziony pośród odłamków szkła, które były prawdopodobnie elementami zdobniczymi oraz że nie są znane żadne teksty opisujące starożytnych Asyrian używających soczewek jako szkieł powiększających do pracy czy rozpalania ognia.